# John Muir
John Muir (Dunbar, 21 april 1838 - Los Angeles, 24 december 1914) was een Schots-Amerikaans natuurvorser, schrijver en natuurbeschermer. Hij was een van de eerste bepleiters van de bescherming van natuurgebieden in de Amerikaanse wildernis, vooral in de Sierra Nevada. Zijn brieven, boeken en essays over de natuur in deze bergen werden gelezen door een miljoenenpubliek. Muir was een van de stichters van de Sierra Club, tegenwoordig een van de grootste natuurbeschermingsorganisaties van de Verenigde Staten. Zijn activisme leidde tot de stichting van Yosemite National Park en Sequoia National Park in de Sierra Nevada.

## Levensloop
Muir werd geboren in Schotland, in een gezin van acht kinderen. In Dunbar is een museum gevestigd in het geboortehuis van John Muir. Muirs vader was een streng gelovig man, die de Kerk van Schotland verliet om zich bij de Restoration Movement aan te sluiten. Dit leidde hem ertoe in 1849 met zijn gezin naar de Verenigde Staten te emigreren, waar de familie in Portage (Wisconsin) een boerderij begon. In John Muirs opvoeding speelde het geloof een belangrijke rol, zo kon hij op elfjarige leeftijd het grootste deel van de Bijbel uit het hoofd opzeggen. Hoewel Muir de orthodoxe manier van geloven niet van zijn vader overnam, zou hij later een diep gelovig man zijn, zij het op een meer spirituele manier.

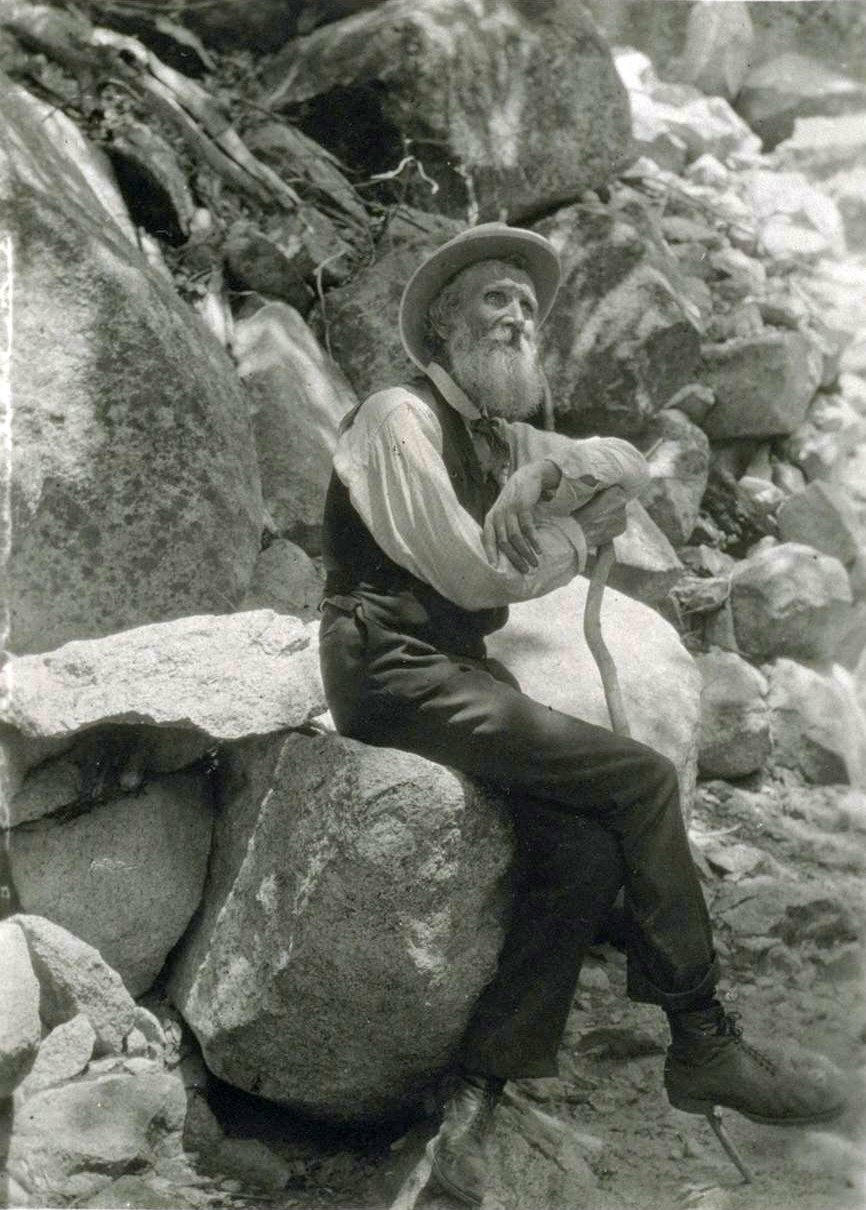
John Muir (met wandelstok) in 1907.

In 1860 schreef Muir zich in aan de University of Wisconsin–Madison, waar hij colleges in de botanie en geologie volgde. Hij studeerde echter nooit af. In de lente van 1864 verliet Muir de universiteit om naar Canada te gaan, waarschijnlijk om de kans te ontlopen om opgeroepen te worden voor de Amerikaanse Burgeroorlog. Rond Lake Huron verzamelde en bestudeerde hij de lokale planten, en in de winter en zomer van het volgende jaar werkte hij op een zaagmolen. Nadat de molen in 1866 afbrandde, keerde Muir terug naar de Verenigde Staten om in Indianapolis als ingenieur in de rijtuigenindustrie te gaan werken. In maart 1867 raakte Muir zwaargewond bij een bedrijfsongeval. Tijdens zijn ziekbed overpeinsde hij zijn leven en kwam hij tot de conclusie dat God hem de roeping gegeven had de natuur te bestuderen en verkennen.
In september 1867 trok Muir te voet van Indiana naar Florida, een afstand van 1600 kilometer, waarbij hij wegen door zo ongerept mogelijke gebieden nam. Hij was van plan in Florida een stoomschip naar Zuid-Amerika te nemen. Toen hij echter aan de kust van de Golf van Mexico malaria opliep, zag hij van dit plan af. In plaats daarvan zeilde hij naar New York, waar hij een scheepsreis naar Californië boekte.

### Wildernisgids in de Sierra Nevada
In maart 1868 kwam hij aan in San Francisco, waarvandaan hij het binnenland trok naar Yosemite Valley, een plek die enkele jaren eerder door president Lincoln tot beschermd natuurgebied was verklaard. Hij was onmiddellijk sterk onder de indruk van de natuurlijke schoonheid van Yosemite. In opdracht van de landeigenaar James Mason Hutchings bouwde hij er een zaagmolen, bestemd om omgewaaide bomen te verzagen. Ondertussen beklom hij de bergtoppen en verkende hij de natuur in de omgeving. Met het verstrijken der jaren groeide zijn aanzien als gids onder de bezoekers van Yosemite, niet alleen vanwege zijn kennis van de omgeving, om ook vanwege zijn grote kennis van de natuur en zijn talent voor het vertellen van verhalen. Onder de bezoekers bevonden zich beroemdheden, politici, geleerden en kunstenaars. Ralph Waldo Emerson, wiens boeken over de natuur een grote inspiratie voor Muir waren, bezocht de vallei in 1871. De twee mannen ontmoetten elkaar en Emerson bood Muir aan hoogleraar te worden aan Harvard University, wat Muir onmiddellijk afsloeg.
Muir hield er zijn eigen ideeën op na over de geologie van de omgeving. Zo meende hij dat het landschap van Yosemite ontstaan was door de werking van gletsjers tijdens de laatste ijstijd. Dit ging in tegen de destijds heersende opvatting van o.a. Josiah Whitney, directeur van de California Geological Survey, dat de landvormen in de Sierra Nevada het resultaat waren van bewegingen langs breuken in de aardkorst tijdens aardbevingen. Whitney deed Muir af als een amateur die geen verstand van zaken had, maar de bekende geoloog Louis Agassiz, voorstander van de ijstijdtheorie, was blij een medestander te hebben gevonden. Nadat Muir in 1871 een gletsjer ontdekte in de omgeving van Yosemite Valley, en een aardbeving in 1872 geen grote verzakkingen van de aardbodem teweegbracht, begonnen zijn ideeën geaccepteerd te raken.
Muir had ondertussen landelijke bekendheid verworven doordat veel van zijn verslagen en verhalen over de natuur gepubliceerd en gelezen werden. Behalve geologie beschreef hij ook de flora en fauna van Yosemite Valley. Zo schreef hij in 1873 voor de American Association for the Advancement of Science een artikel over de enorme reuzensequoia's (Sequoiadendron giganteum) van het gebied.

### Latere leven

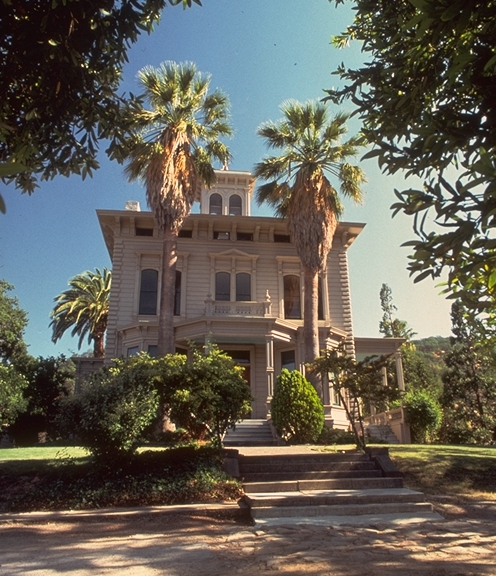
Het huis van de Muirs in Martinez, waar Muir vanaf zijn huwelijk tot zijn dood woonde.

Op veertigjarige leeftijd, gaf Muir na aandringen van zijn vrienden zijn leven in de wildernis op. Na een reis naar Alaska in 1878 vestigde hij zich in de omgeving van Oakland, waar hij in aanraking kwam met zijn toekomstige vrouw, Louisa Strentzel, dochter van een arts en tuinbouwer in Martinez. Als getrouwd man verbleef Muir meestal op de landerijen van zijn schoonouders, die na hun dood in zijn handen overging.
Hij trok echter nog steeds vaak de natuur in, later soms vergezeld van zijn twee dochters. In 1881 nam hij deel aan de wetenschappelijke expeditie van de USS Corwin naar het noordpoolgebied. De expeditie landde onder andere op de eilanden Herald en Wrangel, die ze voor de Verenigde Staten claimden. Muir schreef een boek over belevenissen van de expeditie.
In 1888 verslechterde Muirs gezondheid, en op aanraden van zijn vrouw reisde hij naar de staat Washington om daar de natuur in te trekken. Hij beklom Mount Rainier, een beklimming waarover hij later een boek schreef. In 1899 nam Muir deel aan de Harriman Alaska expedition, een wetenschappelijke onderzoeksreis langs de kust van Alaska per stoomboot. In 1903 bezocht president Roosevelt Yosemite National Park, om door Muir te worden rondgeleid. Muir nam de president mee op een trektocht door het park en wist hem te overtuigen van zijn ideeën over natuurbeheer. Twee jaar later werden Yosemite Valley en de Mariposa Grove van reuzensequoia's aan het park toegevoegd.
Tijdens een bezoek aan een van zijn twee dochters in Daggett (San Bernardino County) in 1914 liep hij een longontsteking op, waaraan hij in het ziekenhuis in Los Angeles overleed.

## Rol bij de natuurbescherming

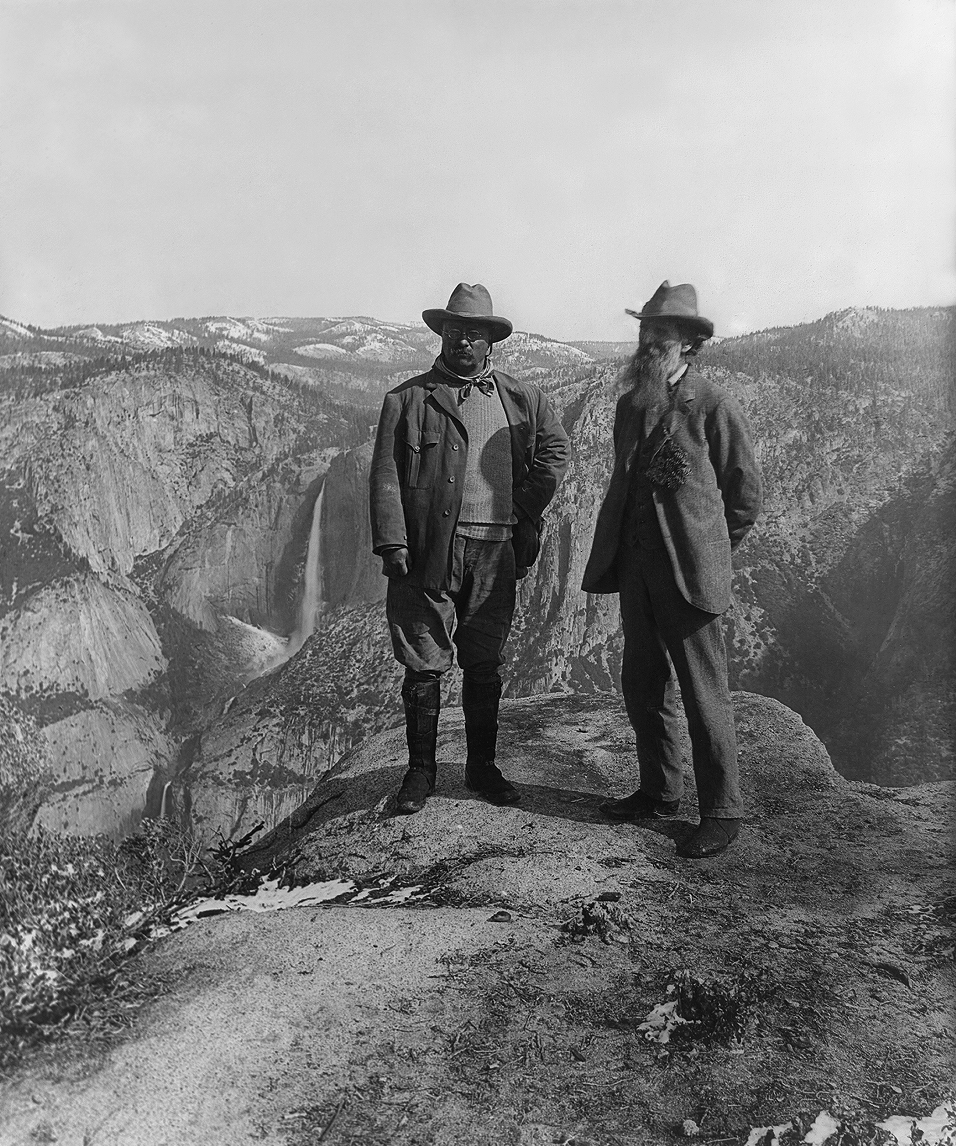
John Muir met president Theodore Roosevelt in Yosemite National Park.

Zowel tijdens zijn verblijf in Yosemite als erna zette Muir zich hartstochtelijk in voor de bescherming van het gebied. Hij wist veel van de bezoekers als gids te overtuigen van de noodzaak herders te verbieden hun vee in het gebied te laten grazen. Onder deze bezoekers was ook Robert Underwood Johnson, de invloedrijke uitgever van The Century Magazine. Na zijn bezoek aan Yosemite in 1889 publiceerde Johnson alle artikelen die Muir hem toezond, waardoor Muir een groot publiek kon bereiken. Dankzij Johnsons lobbywerk nam het Amerikaanse congres in 1890 een wet aan die van een groot gebied in de Sierra Nevada een nationaal park maakte, in navolging van het eerder opgerichte Yellowstone National Park in Wyoming. Desondanks werd Yosemite Valley zelf geen onderdeel van het park gemaakt, tegen de aanbevelingen van Muir in.
In 1892 nam Henry Senger, een filoloog aan de University of California in Berkeley, contact op met Muir met het idee een vereniging te vormen voor alpinisten en bergliefhebbers voor de Sierra Nevada. De aldus opgerichte Sierra Club hield zijn eerste vergadering op 28 mei 1892. Muir werd tot eerste voorzitter gekozen en zou dit blijven tot zijn dood. Onder de leden bevonden zich David Starr Jordan, Joseph LeConte en Warren Olney. De Sierra Club zette zich in voor het beschermen van ecologisch belangrijke bosgebieden, een idee dat leidde tot de afbakening van National Forests. Ook verzette de vereniging zich tegen plannen Yosemite National Park op te splitsen en tegen de bouw van een stuwdam in de Tuolumne River, binnen de grenzen van het park. In 1913 werd desondanks besloten tot de bouw van deze stuwdam.
Een meningsverschil tussen Muir en Gifford Pinchot, destijds hoofd van de United States Forest Service, leidde tot een splitsing in de Amerikaanse natuurbeschermingsbeweging. Pinchot zag de bescherming van natuurgebieden als een manier om de aanwezige natuurlijke grondstoffen op een duurzame manier te beheren, terwijl Muir ze zag als plekken waar het publiek spirituele rust en inspiratie op kon doen. Muir raadde stadbewoners aan tijd door te brengen in de natuurreservaten en nationale parken. In 1897 pleitte Pinchot ervoor beschermde gebieden te gebruiken om schapen te laten grazen, wat tot een ruzie met Muir leidde. Daarop voerden de twee heren een jarenlange strijd via artikelen en brieven in tijdschriften en kranten. Pinchot was ook een voorstander van de bouw van de stuwdam in de Tuolumne River.
Muir kon aanvankelijk weinig respect opbrengen voor de Indiaanse groepen en stammen die hij tegenkwam in de Sierra Nevada. Hij beschreef ze als lui en bijgelovig. Later, na een aantal maal te gast te zijn geweest bij Indianen, veranderde hij zijn mening en kreeg hij respect voor de geringe impact die de Indiaanse manier van leven op de natuur had.

## Nalatenschap
John Muir publiceerde meer dan 300 artikelen en 12 boeken. De vroege natuurbeschermingsbeweging, waar Muir deel van uitmaakte, veranderde de manier waarop Amerikanen de natuur van hun land zagen. Muir werd in zijn denken sterk beïnvloed door het transcendentalisme van Emerson. Hij geloofde dat de natuur de mens dichter bij het goddelijke bracht. In zijn werk is ongerepte natuur zelfs vaak een synoniem voor God. Muir waardeerde de waarden en schoonheid van de ongerepte natuur hoger dan die van de menselijke maatschappij, en creëerde daarmee een nieuw levensbeeld waarin de natuur centraal stond.
Na zijn dood is John Muir onder andere vernoemd in Mount Muir, een bergtop in de Sierra Nevada; Muir Glacier, een gletsjer in Alaska; beschermde natuurgebieden als de John Muir Wilderness en het Muir Woods National Monument; de planetoïde 128523 Johnmuir; scholen; ziekenhuizen en parken. Muir stond in 1964 op een postzegel en werd in 2005 afgebeeld op de state quarter voor Californië.